# Diplogaster consobrinus
Diplogaster consobrinus is een rondwormensoort uit de familie van de Diplogasteridae. De wetenschappelijke naam van de soort is voor het eerst geldig gepubliceerd in 1920 door de Man.